# Glabratelloidea
Glabratelloidea, tradicionalmente denominada Glabratellacea, es una superfamilia de foraminíferos del suborden Rotaliina y del orden Rotaliida. Su rango cronoestratigráfico abarca desde el Cuisiense o Ypresiense (Eoceno inferior) hasta la Actualidad.

## Clasificación
Glabratelloidea incluye a las siguientes familias:
- Familia Glabratellidae
- Familia Heronalleniidae
- Familia Buliminoididae